# Шамбон сир Лињон
Шамбон сир Лињон (фр. Chambon-sur-Lignon) је насељено место у Француској у региону Оверња, у департману Горња Лоара.
По подацима из 2011. године у општини је живело 2649 становника, а густина насељености је износила 63,51 становника/km².

## Демографија
| 1962. | 1968. | 1975. | 1982. | 1990. | 2011. |
| ----- | ----- | ----- | ----- | ----- | ----- |
| 3.096 | 2.846 | 2.811 | 2.791 | 2.854 | 2.649 |